# Cantonul Beaurepaire-en-Bresse
Cantonul Beaurepaire-en-Bresse este un canton din arondismentul Louhans, departamentul Saône-et-Loire, regiunea Burgundia, Franța.

## Comune
| Comune                | Populație (1999) | Cod poștal | Cod INSEE |
| --------------------- | ---------------- | ---------- | --------- |
| Beaurepaire-en-Bresse | 515              | 71580      | 71027     |
| Le Fay                | 541              | 71580      | 71196     |
| Montcony              | 225              | 71500      | 71311     |
| Sagy                  | 1 109            | 71580      | 71379     |
| Saillenard            | 561              | 71580      | 71380     |
| Saint-Martin-du-Mont  | 146              | 71580      | 71454     |
| Savigny-en-Revermont  | 921              | 71580      | 71506     |